# تهرانگرد
تهرانگرد یک مجموعه مستند تلویزیونی است که از شبکه تهران و شبکه پنج ایران پخش میشود.
این مستند که به معرفی جاذبه‌های شهری و طبیعی شهر تهران و استان تهران می‌پردازد از سال ۱۳۹۴ تا هم اکنون در حال پخش است. بخش اول این برنامه در سال ۹۷ به پایان رسید و بعد از چند وقت از ۱۵ آذر ۹۷ ، پخش جدید این برنامه به کارگردانی صادق شمسایی ، تهیه کننده سجاد مشحون ،  شروع به کار کرد و هم اکنون از شبکه تهران در حال پخش است. آشنایی مردم شهر تهران با جاذبه های گردشگری تهران ، هدفی هست که برنامه تهرانگرد با معرفی جاذبه های گردشگری ، فرهنگی، ورزشی و فرهنگی و هنری شهر تهران دنبال می کند

## سری جدید
سری جدید برنامه تهرانگرد از ۱۵ آذر ۹۷ از شبکه تهران پخش شد.

## سری قبل
- در پخش قبلی این برنامه ، که به کارگردانی و تهیه کنندگی سیاوش ابراهیم زاده بود ، از سال ۱۳۹۴ تا ۹۷ از شبکه پنج سیما پخش میشد.[۴][۵]